# دور به دور
دور به دور یا راند به راند (به هندی: Chakkar Pe Chakkar) فیلمی هندی محصول سال ۱۹۷۷ و به کارگردانی آشوک روی است. در این فیلم بازیگرانی همچون شاشی کاپور، ریکا، پران، امجد خان، راضا مراد، لالیتا پاوار، بیندو و آسرانی ایفای نقش کرده‌اند.